# Gare de Villefranche - Vernet-les-Bains
Pour les articles homonymes, voir Gare de Villefranche.
La gare de Villefranche - Vernet-les-Bains est une gare ferroviaire française située à Fuilla, dans le département des Pyrénées-Orientales, en région Occitanie. Terminus des lignes de Perpignan à Villefranche - Vernet-les-Bains et Villefranche - Vernet-les-Bains à Latour-de-Carol, la gare se trouve près des communes touristiques de Villefranche-de-Conflent et Vernet-les-Bains, dont elle tire son nom.
Elle est mise en service en 1895 par la Compagnie des chemins de fer du Midi et du Canal latéral à la Garonne.
C'est une gare de la Société nationale des chemins de fer français (SNCF), qui permet les correspondances entre les trains TER Occitanie de la ligne de Perpignan et le Train Jaune de la ligne à voie métrique dite ligne de Cerdagne.

## Situation ferroviaire
Établie à 427 mètres d'altitude, la gare de Villefranche - Vernet-les-Bains est une gare de transbordement, terminus au point kilométrique (PK) 513,126 de la ligne à voie standard de Perpignan à Villefranche - Vernet-les-Bains et origine de la ligne à voie métrique de Villefranche - Vernet-les-Bains à Latour-de-Carol où elle est suivie par la halte de Serdinya.

## Histoire
La gare de Villefranche-de-Conflent, est mise en service, par la Compagnie des chemins de fer du Midi et du Canal latéral à la Garonne qui a racheté la ligne en 1884, lors de l'ouverture de la section de Prades à Villefranche-de-Conflent le 2 juin 1895.
Depuis l'accident de Millas, survenu le 14 décembre 2017, la ligne est fermée au trafic des trains afin d'enquêter sur le bon fonctionnement du passage à niveau impliqué. Les circulations ferroviaires ont été interrompues entre Villefranche et Perpignan. La réouverture de l'ensemble de la ligne était planifiée en avril 2020, après des travaux de modernisation de la ligne et le réaménagement du passage à niveau. Toutefois, en raison d'un éboulement survenu près de Prades, la section de ligne entre Ille-sur-Têt et Villefranche - Vernet-les-Bains est toujours fermée en attendant des travaux de consolidation. Le reste de la ligne, entre Perpignan et Ille-sur-Têt, est à nouveau en service depuis le 21 mai 2020.

## Fréquentation
En 2014, selon les estimations de la SNCF, la fréquentation annuelle de la gare était de 143 525 voyageurs.
De 2015 à 2023, selon les estimations de la SNCF, la fréquentation annuelle de la gare s'élève aux nombres indiqués dans le tableau ci-dessous :
| Année                      | 2015    | 2016    | 2017    | 2018    | 2019    | 2020    | 2021    | 2022    | 2023    |
| -------------------------- | ------- | ------- | ------- | ------- | ------- | ------- | ------- | ------- | ------- |
| Voyageurs seuls            | 149 814 | 147 923 | 149 035 | 133 167 | 138 231 | 145 043 | 230 878 | 266 812 | 295 520 |
| Voyageurs et non voyageurs | 187 267 | 184 903 | 186 293 | 166 458 | 172 788 | 181 304 | 288 598 | 333 516 | 369 400 |

## Service des voyageurs

### Accueil
Gare SNCF, elle dispose d'un bâtiment voyageurs, avec guichet, ouvert tous les jours.
Il est décidé en 2021 de faire de la gare une Smart Station, permettant l'ouverture et la fermeture automatisée des bâtiments afin de permettre aux voyageurs de s'abriter des intempéries.

### Desserte
Villefranche - Vernet-les-Bains est desservie par des trains TER Occitanie pour voie standard qui effectuent des missions entre les gares de Perpignan et de Villefranche - Vernet-les-Bains, et par des trains TER Occitanie pour voie métrique (train jaune) qui circulent entre Villefranche - Vernet-les-Bains et Latour-de-Carol - Enveitg.

### Intermodalité
Un parking pour les véhicules y est aménagé. Les lignes 521 et 525 du réseau liO desservent la gare.

## À la télévision
La gare apparaît dans la série Les Innocents.